# Plešné jezero
Der Plešné jezero (früher tschechisch Plekenštejnské jezero, deutsch Plöckensteinsee oder Plöckensteiner See) ist ein Gletschersee im Böhmerwald. Er liegt auf tschechischem Staatsgebiet in der Gemeinde Nová Pec unterhalb des Plöckenstein in 1090 m Seehöhe. Er entstand durch die Folgen der Vergletscherung in der Würmeiszeit, wo ein Gletscher bis zu vierzig Meter hohe Moränenwälle hinterließ. Dabei handelt es sich um die ausgedehnteste Moränenlandschaft im gesamten Böhmerwald.
Zur Unterstützung der Flößerei im Schwarzenbergschen Schwemmkanal wurde der See in den Jahren 1789 bis 1793 um zweieinhalb Meter aufgestaut. 1877 kam in der Seewand zur Erinnerung an Adalbert Stifter, der mit seiner Erzählung Der Hochwald dem Plöckensteinsee ein literarisches Denkmal schuf, ein großer Granit-Obelisk zur Aufstellung (Adalbert-Stifter-Denkmal). Auch in der Erzählung Granit erwähnte Stifter den See.
An den Ufern gedeihen unter anderem Ostalpen-Enzian, Zwittrige Krähenbeere und Großblättrige Weide. Das Gebiet war der Öffentlichkeit wegen der Grenznähe (530 Meter nordöstlich der österreichisch-tschechischen Grenze beim Plöckenstein, sowie 1,7 km östlich des Dreiländerecks Deutschland-Tschechien-Österreich) bis zum Fall des Eisernen Vorhangs kaum zugänglich. Der grenzüberschreitende Wanderweg Plöckensteinerseeweg (Ö-CZ) führt von Holzschlag in den Nationalpark Šumava zum Plöckensteiner See.

Bildgalerie
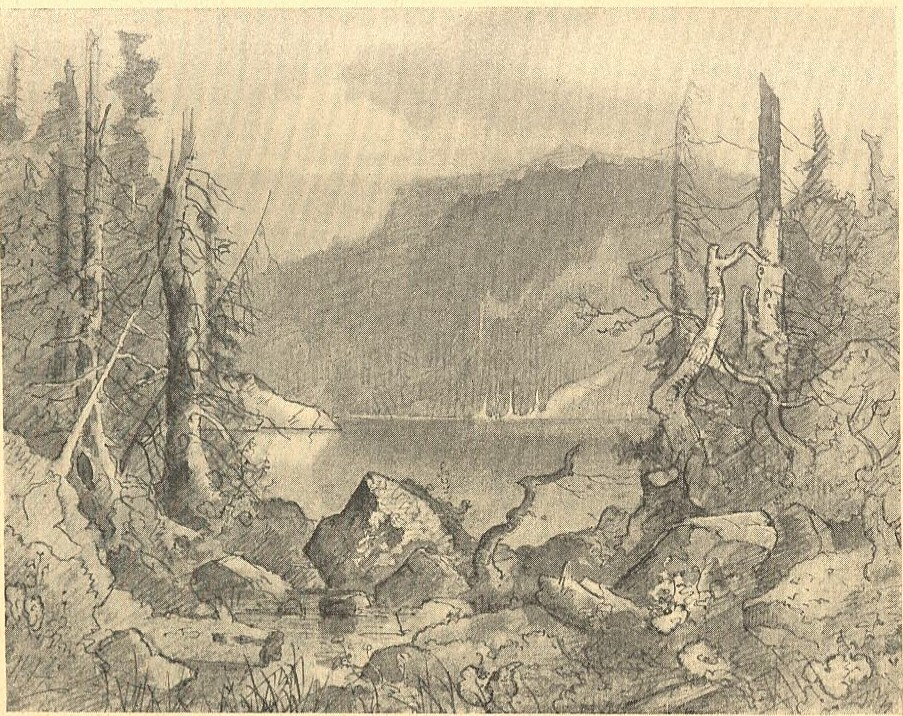
Zeichnung von Adalbert Stifter
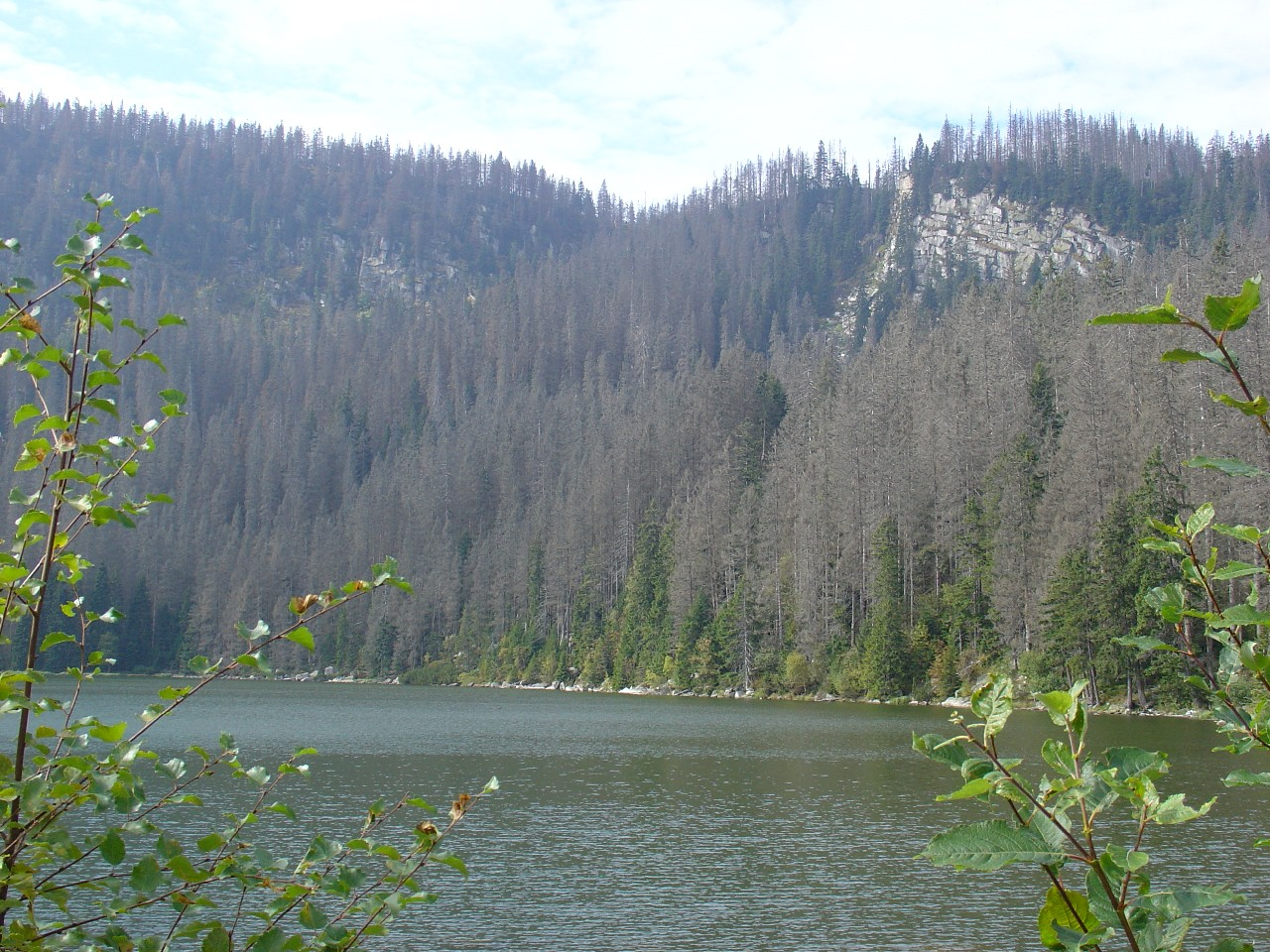
Blick Richtung Seewand bzw. Adalbert-Stifter-Denkmal
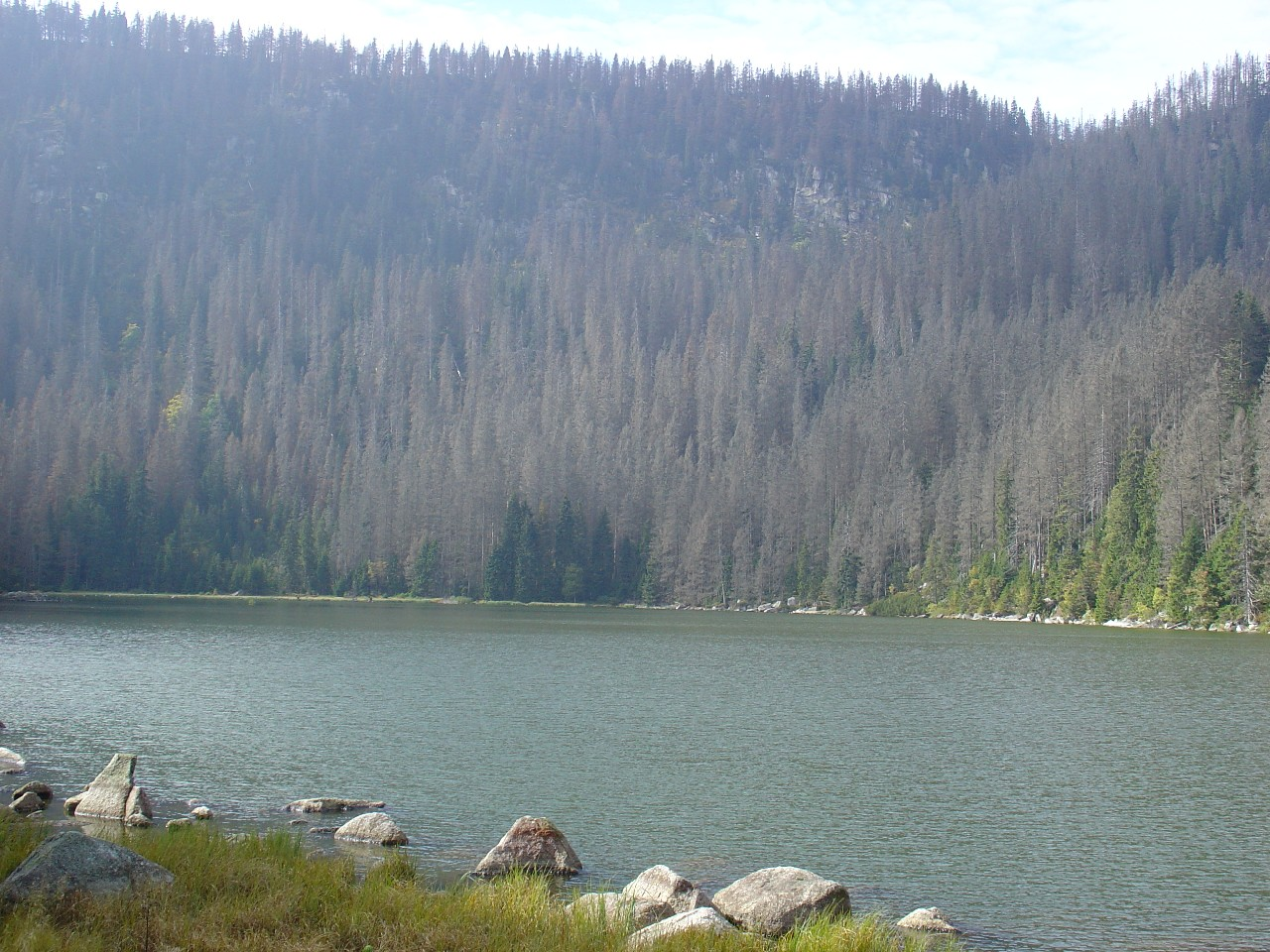
Blick Richtung Seewand
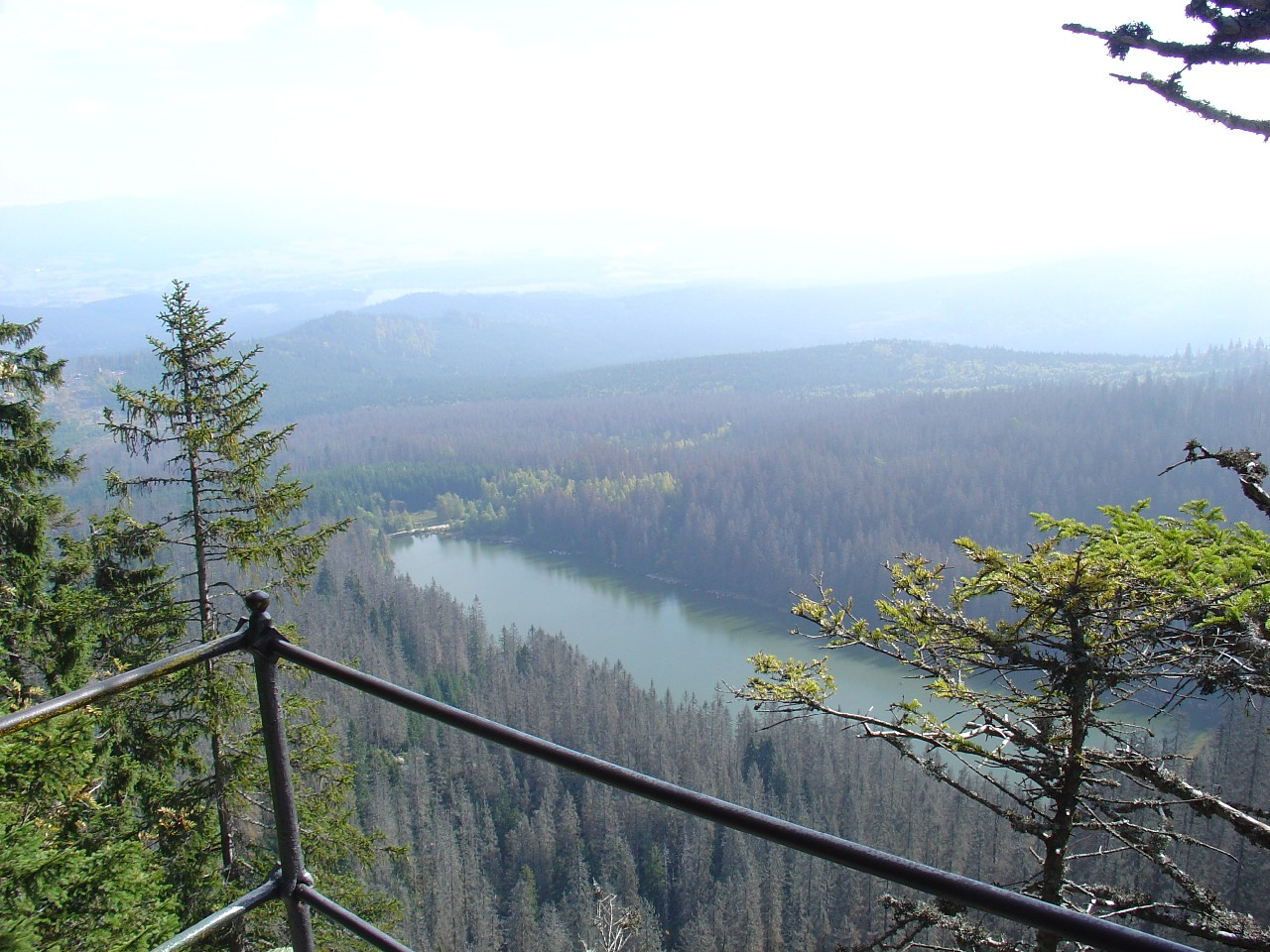
Blick über den See von der Kanzel des Adalbert-Stifter-Denkmals